# Ruth Schirmer
Ruth Schirmer (geborene Imhoff; auch Ruth Schirmer-Imhoff; * 10. November 1919 als Ruth Imhoff in Ludwigshafen am Rhein; † 1996) war eine deutsche Schriftstellerin und literarische Übersetzerin.

## Leben
Ruth Schirmer wurde 1943 mit einer literaturwissenschaftlichen Dissertation über Mme de Staëls englische Gäste in Coppet an der Friedrich-Wilhelms-Universität in Berlin zum Doktor der Philosophie promoviert. Sie war zunächst als Lehrerin an einer Oberschule in Eichwalde tätig. Ab 1946 arbeitete sie als Assistentin am englisch-amerikanischen Seminar der Humboldt-Universität. Nach ihrer Heirat 1950 mit dem Anglisten Walter Franz Schirmer lebte sie in Bonn. Ruth Schirmer veröffentlichte neben eigenen erzählenden Werken Übersetzungen aus dem Englischen, Französischen und Altfranzösischen. 1988 erhielt sie den Dr.-Theobald-Simon-Preis der GEDOK Bonn.
Über ihre Nacherzählung des Liebesromans des Mittelalters Lancelot und Ginevra von 1961 schrieb Die Zeit, es sei ihr gelungen, „die naive Erzählweise der ersten „Romanciers“ – nach altfranzösischen, lateinischen und mittelenglischen Quellen – in ein klares, einfaches, unaffektiertes Deutsch zu übertragen, das kaum jemals von dem schmalen Weg zwischen archaisierendem Manierismus und modernisierendem Jargon abkommt“.

## Werke
- Mme. de Staels englische Gäste in Coppet, Dissertation unter dem Namen Ruth Imhoff (Manuskript), Berlin 1943
- Unsere liebe kleine Freundin, Kleve 1952 (unter dem Namen Ruth Schirmer-Imhoff)
- Lancelot und Ginevra. Ein Liebesroman am Artushof. Den Dichtern d. Mittelalters nacherzählt von Ruth Schirmer, Manesse, Zürich 1961
- Berlin, dritter Akt, Tübingen 1965
- Lillan, Wien [u. a.] 1968
- Der Roman von Tristan und Isolde. Den alten Quellen nacherzählt, Manesse, Zürich 1969
- August Wilhelm Schlegel und seine Zeit. Ein Bonner Leben, (Biografie), Bonn 1986
- Der Prozess Jeanne d’Arc: Akten und Protokolle 1431–1456,  übersetzt und hrsg. von Ruth Schirmer-Imhoff,  4. Aufl., Deutscher Taschenbuch-Verlag, München 1987, ISBN 978-3-423-02909-4.
- Die Geschichte vom Schwanenritter, München 1992

## Übersetzungen
- Jane Austen: Vernunft und Gefühl, Zürich 1984
- Geoffrey Chaucer: Troilus and Criseyde, Stuttgart 1974
- Jeanne d'Arc, Köln 1956 (übersetzt unter dem Namen Ruth Schirmer-Imhoff)
- Katherine Mansfield: Erzählungen und Tagebücher, Zürich 1974
- Marie de France: Novellen und Fabeln, Zürich 1977
- Thomas More: Thomas Morus privat, Köln 1971 (übersetzt zusammen mit Walter F. Schirmer)
- Samuel Richardson: Clarissa Harlowe, Zürich 1966
- als Hrsg. mit Walter F. Schirmer: Thomas Morus. Lebenszeugnis in Briefen.2., verbesserte Auflage. Heidelberg 1984.
- Anne Louise Germaine de Staël-Holstein: Rettet die Königin!, Zürich 1989